# Římskokatolická farnost Zděchov
Římskokatolická farnost Zděchov je územní společenství římských katolíků s farním kostelem Proměnění Páně v děkanátu Vsetín. 

## Historie farnosti
První písemná zmínka o obci pochází z roku 1623. Během následujících desetiletí byl Zděchov opakovaně vypleněn a vypálen. Kostel v obci byl vybudován roku 1778.

## Duchovní správci
První duchovní správce zde začal působit v lednu 1779, do začátku 21. století se ve farnosti vystřídalo 42 duchovních. Administrátorem excurrendo je k říjnu 2017 R. D. Mgr. Vlastimil Vaněk.

## Bohoslužby
| Kostel         | Místo   | Bohoslužba (den) | Hodina                                   | Poznámka     |
| -------------- | ------- | ---------------- | ---------------------------------------- | ------------ |
| Proměnění Páně | Zděchov | neděle středa    | 9.30 16.15 (zimní čas)/17.15 (letní čas) | farní kostel |

## Aktivity ve farnosti
Na území farnosti se pravidelně pořádá tříkrálová sbírka. V roce 2017 se při ní vybralo 29 506 korun. 